# تيموثي ماسون (مؤرخ)
تيموثي ماسون (بالإنجليزية: Timothy Mason)‏ هو مؤرخ بريطاني، ولد في 2 مارس 1940 في بيركنهيد ‏ في المملكة المتحدة، وتوفي في 5 مارس 1990 في روما في إيطاليا.